# Castle Espie Wetland Centre
Castle Espie Wetland Centre är ett viltreservat i Storbritannien.   Det ligger i distriktet Ards and North Down och riksdelen Nordirland, i den västra delen av landet, 500 km nordväst om huvudstaden London.